# FourFiveSeconds
"FourFiveSeconds" er en sang indspillet af den barbadianske sangerinde Rihanna, den amerikanske rapper Kanye West og den britiske sanger og sangskriver Paul McCartney.

## Kreditering og personel
Krediteringerne er taget fra noterne i coveret til CD-single af "FourFiveSeconds".
Lokationer
- Indspillet i Jungle City Studios, New York City, New York; Windmark Recording, Santa Monica, Californien; No Name Studios, Mexico
- Mixet i Larabee Studios, Los Angeles, Californien

Personnel
- Sangskrivning – Kanye West, Paul McCartney, Kirby Lauryen, Mike Dean, Ty Dolla Sign, Dave Longstreth, Dallas Austin, Elon Rutberg, Noah Goldstein
- Produktion – Kanye West, Paul McCartney
- Co-produktion og bassguitar – Mike Dean
- Yderligere produktion – Dave Longstreth, Noah Goldstein
- Vokal produktion – Kuk Harrell
- Indspilning – Marcos Tovar, Noah Goldstein, Mike Dean
- Assisterende indspilningstekniker – Brendan Morawski, Zeke Mishanec, Jeremy "Head" Hartney, Brandon Wood, Jordan Heskett
- Mixing – Manny Marroquin
- Assisterende mixer – Chris Galland, Jeff Jackson, Ike Schultz
- Akustisk guitar – Paul McCartney
- Organ – Dave Longstreth

## Hitlister
| Hitliste (2015)                                  | Højeste placering |
| ------------------------------------------------ | ----------------- |
| Australien (ARIA)                                | 1                 |
| Australien Urban (ARIA)                          | 1                 |
| Belgien (Ultratop 50 Flanderen)                  | 5                 |
| Belgien (Ultratop 50 Vallonien)                  | 7                 |
| Belgien (Ultratop Flanders Urban)                | 2                 |
| Canada (Canadian Hot 100)                        | 3                 |
| Canada CHR/Top 40 (Billboard)                    | 5                 |
| Canada Hot AC (Billboard)                        | 6                 |
| Danmark (Track Top-40)                           | 1                 |
| Dominikanske Republic (Monitor Latino)           | 5                 |
| Europa (Euro Digital Songs)                      | 2                 |
| Finland (Suomen virallinen lista)                | 7                 |
| Frankrig (SNEP)                                  | 2                 |
| Holland (Dutch Top 40)                           | 2                 |
| Holland (Single Top 100)                         | 2                 |
| Irland (IRMA)                                    | 1                 |
| Italien (FIMI)                                   | 4                 |
| Israel (Media Forest)                            | 1                 |
| Japan (Japan Hot 100)                            | 37                |
| Kroatien (Airplay Radio Chart)                   | 2                 |
| Libanon English (Libanons Top 20)                | 7                 |
| Luxembourg Digital Songs (Billboard)             | 1                 |
| New Zealand (RIANZ)                              | 1                 |
| Norge (VG-lista)                                 | 1                 |
| Polen (Polish Airplay Top 100)                   | 3                 |
| Portugal Digital Songs (Billboard)               | 7                 |
| Schweiz (Schweizer Hitparade)                    | 3                 |
| Skotland (Official Charts Company)               | 2                 |
| Slovakiet (Rádio Top 100)                        | 5                 |
| Slovakiet (Singles Digitál Top 100)              | 4                 |
| Spanien (PROMUSICAE)                             | 4                 |
| Storbritannien Singles (Official Charts Company) | 3                 |
| Sverige (Sverigetopplistan)                      | 1                 |
| Sydafrika (EMA)                                  | 5                 |
| Tjekkiet (Rádio Top 100)                         | 2                 |
| Tjekkiet (Singles Digitál Top 100)               | 4                 |
| Tyskland (Official German Charts)                | 3                 |
| Ungarn (Rádiós Top 40)                           | 3                 |
| Ungarn (Single Top 40)                           | 3                 |
| USA Billboard Hot 100                            | 4                 |
| USA Hot R&B/Hip-Hop Songs (Billboard)            | 1                 |
| USA Adult Contemporary (Billboard)               | 21                |
| USA Adult Top 40 (Billboard)                     | 12                |
| USA Dance/Mix Show Airplay (Billboard)           | 8                 |
| USA Mainstream Top 40 (Billboard)                | 6                 |
| USA Rhythmic (Billboard)                         | 6                 |
| US Top Twitter Tracks (Billboard)                | 3                 |
| Østrig (Ö3 Austria Top 40)                       | 2                 |

## Certifikationer
}
| Land | Certificering | Salg      |
| --- | ------------- | --------- |
| Australien | 3× Platin     | 210.000   |
| Canada |               | 289,000   |
| Danmark (IFPI Danmark) | 2× Platin     | 120,000^  |
| Italien (FIMI) | Platin        | 50,000    |
| New Zealand (RMNZ) | 2× Platin     | 30.000*   |
| Spanien (PROMUSICAE) | Platin        | 40.000^   |
| Sverige (GLF) | 3× Platin     | 120.000x  |
| Schweiz (IFPI Schweiz) | Platin        | 30.000x   |
| Storbritannien (BPI) | Platin        | 600.000   |
| USA (RIAA) | 2× Platin     | 1,868,000 |
| *Salgstal baseret på certificering alene. · ^Forsendelsestal baseret på certificering alene. · xUspecificerede tal baseret på certificering alene. · Salgstal+streamingtal baseret på certificering alene. |               |           |

 Siden 9. maj 2013 har RIAA certifikationer for digitalt salg inkluderet on-demand lyd og/eller videostreams, udover downloads.

## Udgivelseshistorik
| Region         | Dato             | Format           | Pladeselskab             | Ref.   |
| -------------- | ---------------- | ---------------- | ------------------------ | ------ |
| Canada         | 24. januar 2015  | Digital download | Westbury Road Roc Nation | [ 61 ] |
| USA            | 24. januar 2015  | Digital download | Westbury Road Roc Nation | [ 62 ] |
| Australien     | 25. januar 2015  | Digital download | Westbury Road Roc Nation | [ 63 ] |
| Danmark        | 25. januar 2015  | Digital download | Westbury Road Roc Nation | [ 64 ] |
| Frankrig       | 25. januar 2015  | Digital download | Westbury Road Roc Nation | [ 65 ] |
| Italien        | 25. januar 2015  | Digital download | Westbury Road Roc Nation | [ 66 ] |
| New Zealand    | 25. januar 2015  | Digital download | Westbury Road Roc Nation | [ 67 ] |
| Spanien        | 25. januar 2015  | Digital download | Westbury Road Roc Nation | [ 68 ] |
| Tyrkiet        | 25. januar 2015  | Digital download | Westbury Road Roc Nation | [ 69 ] |
| Tyskland       | 25. januar 2015  | Digital download | Westbury Road Roc Nation | [ 70 ] |
| Østrig         | 25. januar 2015  | Digital download | Westbury Road Roc Nation | [ 71 ] |
| Storbritannien | 26. januar 2015  | Digital download | Virgin EMI               | [ 72 ] |
| Italien        | 30. januar 2015  | Mainstream radio | Universal                | [ 73 ] |
| Tyskland       | 27. februar 2015 | CD single        | Roc Nation               | [ 74 ] |